# Zaclotathra glorious
Zaclotathra glorious är en insektsart som beskrevs av Andrej Vasiljevitj Gorochov 2003. Zaclotathra glorious ingår i släktet Zaclotathra och familjen syrsor. Inga underarter finns listade i Catalogue of Life.